# Municipio de Upper Tyrone
El municipio de Upper Tyrone (en inglés: Upper Tyrone Township) es un municipio ubicado en el condado de Fayette en el estado estadounidense de Pensilvania. En el año 2000 tenía una población de 2.244 habitantes y una densidad poblacional de 111 personas por km².

## Geografía
El municipio de Upper Tyrone se encuentra ubicado en las coordenadas 40°05′00″N 79°36′59″O / 40.08333, -79.61639.

## Demografía
Según la Oficina del Censo en 2000 los ingresos medios por hogar en la localidad eran de $28,106 y los ingresos medios por familia eran de $32,050. Los hombres tenían unos ingresos medios de $26,146 frente a los $20,069 para las mujeres. La renta per cápita de la localidad era de $13,439. Alrededor del 10% de la población estaba por debajo del umbral de pobreza.